# Київський національний університет культури і мистецтв
Київський національний університет культури і мистецтв (КНУКіМ) — заклад вищої освіти IV рівня акредитації.
Станом на 2021 рік заклад нараховує 10 факультетів і готує студентів за 33 спеціалізаціями; науково-педагогічну діяльність здійснюють понад 140 докторів наук та професорів, понад 230 кандидатів наук, доцентів, понад 50 народних артистів України, понад 60 заслужених артистів України та заслужених діячів мистецтв України, понад 50 лауреатів міжнародних і національних конкурсів та фестивалів, володарів грантів міжнародних фондів і науково-просвітницьких організацій. За 50 років існування університет підготував понад 40 тисяч фахівців для різних напрямів культури та мистецтва.
Посада очільника закладу іменується як «Президент», і цю посаду обіймає М. Поплавський. Згідно зі статутом КНУКіМ, на посаду Президента закладу «може бути обраний тільки ректор шляхом таємного голосування конференцією трудового колективу Університету та затверджений Міністерством культури України», статутом також закріплено, що в разі обрання ректора КНУКіМ Народним депутатом України, наказом Президента КНУКіМ призначається виконувач обов'язків ректора. Цю посаду у 2014-2021 роках обіймав Ігор Бондар.

## Історія
Заснований 1956 року як Інститут підвищення кваліфікації керівного складу працівників культури УРСР. 
Відповідно до наказу Міністра культури УРСР Р. Бабійчука від 2 серпня 1961 року № 375-В на базі Інституту підвищення кваліфікації керівних кадрів Міністерства культури УРСР було засновано Київську філію Харківського державного бібліотечного інституту. Першим керівником Київської філії упродовж трьох років був викладач ХДБІ Т. Шматлій. У жовтня 1964 року очільником філії було призначено О. Сокальського — бібліотекознавця, педагога, досвідченого керівника, який тривалий час працював у Міністерстві культури УРСР.
1968 року відповідно до Постанови Ради Міністрів СРСР № 608 від 8 серпня 1968 року; Постанови Ради Міністрів УРСР № 459 від 28 серпня 1968 року; наказу Міністра культури УРСР № 435 від 4 вересня 1968 року  на базі Київської філії ХДІК з 1 вересня 1968 року створено Київський державний інститут культури (КДІК) у підпорядкуванні Міністерства культури УРСР.
1972 року Київському державному інституту культури надано ім'я О. Є. Корнійчука, це ім'я заклад носив до 1992 року. У радянські роки інститут очолювали О. С. Сокальський, І. В. Бохан, Г. Д. Цибуляк. Інститут складався з факультетів культурно-освітньої роботи та бібліотечного, а також факультети культурно-освітньої роботи в містах Миколаєві та Рівному. Інститут мав 12 кафедр.
В 1992—1993 роках інститут пережив конфлікт навколо посади ректора, який тривав до 1995 року, але закінчився остаточним призначенням на цю посаду колишнього випускника цього вишу — Михайла Поплавського. За роки М. Поплавського було відкрито докторантуру, суттєво розширився спектр спеціальностей і заклад вищої освіти здобув ряд нагород.
З 11 листопада 1997 Київський державний університет культури і мистецтв.
3 1 лютого 1999 Київський національний університет культури і мистецтв.
У лютому 2020 заклад передано зі сфери управління Міністерства культури до сфери управління Міністерства освіти і науки.
У 2021 М.Поплавського переобрано президентом університету.
У 2021, 2022 та 2023 роках заклад займав найвищу сходинку у консолідованому рейтингу закладів вищої освіти України серед мистецьких ЗВО.

## Структура університету
Станом на 2021 рік заклад включає 1 інститут, 11 навчальних факультетів, наукову бібліотеку, 1 не випускову кафедру, факультет дистанційного навчання, відділ аспірантури і докторантури та 10 відокремлених структурних підрозділів:
- Науково-дослідний інститут[15]
- Наукова бібліотека[16]
- Факультет кіно і телебачення[17]
  - Кафедра кінотелемистецтва[18]
    - Секція режисури кіно і телебачення[19]
    - Секція операторської майстерності[20]
    - Секція звукорежисури[21]
    - Секція фотомистецтва[22]

  - Кафедра тележурналістики та майстерності актора[23]
    - Секція акторської майстерності[24]
    - Секція тележурналістики[25]

  - Навчальна лабораторія науково-методичного забезпечення[17]
    - Редколегія наукового журналу «Вісник Київського національного університету культури і мистецтв. Серія: Аудіовізуальне мистецтво і виробництво»[26]

  - Лабораторія професійно-практичної підготовки[17]
  - Фото-, відеокомплекс (навчальні фото-, відеопавільйони; навчальні студії звукозапису та обробки звуку; навчальні студії акторської майстерності; навчальні студії Post-production та монтажу; навчальна студія хіміко-фотографічних процесів, навчальні рир-студії (хромакей) тощо)[17]
- Факультет готельно-ресторанного і туристичного бізнесу[27]
  - Кафедра готельно-ресторанного і туристичного бізнесу[28]
  - Лабораторія науково-методичного забезпечення[29]
  - Лабораторія професійної і практичної підготовки[30]
- Факультет дизайну і реклами[31]
  - Кафедра графічного дизайну
  - Кафедра дизайну і технологій
    - Секція дизайну середовища[32]
    - Секція дизайну одягу[33]

  - Лабораторія практичної підготовки
- Кафедра міжнародних відносин[34]
- Факультет зв'язків з громадськістю і журналістики[35]
  - Кафедра PR і журналістики[36]
- Факультет музичного мистецтва[37][38]
  - Кафедра музичного мистецтва[39]
    - Секція музичного фольклору
    - Секція бандури і кобзарського мистецтва
    - Секція академічного хорового мистецтва
    - Секція народнохорового мистецтва

  - Лабораторія науково-методичного забезпечення
  - Лабораторія навчально-практичної підготовки
- Факультет хореографічного мистецтва[40]
  - Кафедра народної хореографії
  - Кафедра бальної хореографії
  - Кафедра сучасної хореографії
  - Лабораторія науково-методичного забезпечення[41]
  - Лабораторія професійно-практичної підготовки[42]
- Факультет івент-менеджменту, фешн та шоу-бізнесу[43]
  - Кафедра івент-менеджменту
  - Кафедра фешн-бізнесу
  - Кафедра шоу-бізнесу
  - Навчальна лабораторія науково-методичного забезпечення
  - Лабораторія професійно-практичної підготовки
- Факультет режисури естради[44]
  - Кафедра режисури естради та масових свят
  - Лабораторія професійно-практичної підготовки
- Факультет театру та кіно[45]
  - Кафедра режисури та майстерності актора
  - Лабораторія науково-методичного забезпечення
  - Лабораторія професійно-практичної підготовки
- Факультет інформаційної політики і кібербезпеки[46]
  - Музеєзнавства та експертизи історико-культурних цінностей
  - Документознавства та інформаційно-аналітичної діяльності
  - Інформаційних технологій
  - Комп'ютерних наук
  - Лабораторія науково-методичного забезпечення
  - Лабораторія професійно-практичної підготовки
- Кафедра філософії і педагогіки (не випускаюча)[47]
- Факультет дистанційного навчання[15]
- Відділ аспірантури і докторантури[48][49]
- Відокремлений підрозділ «Вінницький факультет Київського національного університету культури і мистецтв» (Вінниця)[15]
- Відокремлений підрозділ «Дніпровський факультет Київського національного університету культури і мистецтв» (Дніпро)[15]
- Відокремлений підрозділ «Ужгородський факультет Київського національного університету культури і мистецтв» (Ужгород)[15]
- Відокремлений підрозділ «Донецький факультет Київського національного університету культури і мистецтв» (Запоріжжя)[15]
- Відокремлений підрозділ «Запорізький факультет Київського національного університету культури і мистецтв» (Запоріжжя)[15]
- Відокремлений підрозділ «Кіровоградський факультет Київського національного університету культури і мистецтв» (Кропивницький)[15]
- Відокремлений підрозділ «Львівська філія Київського національного університету культури і мистецтв» (Львів)[15]
- Відокремлений підрозділ «Миколаївська філія Київського національного університету культури і мистецтв» (Миколаїв)[15]
- Відокремлений підрозділ «Одеський факультет Київського національного університету культури і мистецтв» (Одеса)[15]
- Відокремлений підрозділ «Черкаський факультет Київського національного університету культури і мистецтв» (Черкаси)[15]

## Творчі колективи
- Академічний хор «Anima» (керівник — заслужена артистка України, професор Н. Кречко)[50]
- Український народний хор ім. С. Є. Павлюченка (керівник — кандидат мистецтвознавства, професор О. Скопцова)[50][51],
- Фольклорний ансамбль «Кралиця» (керівник — заслужений працівник культури України, професор І. Сінельніков)[50],
- Капела бандуристів (керівник — заслужений артист України, відомий український диригент, професор А. Іваниш)[50].
- Ансамбль народного танцю «Київ» (художній керівник і головний балетмейстер ансамблю — професор І. Гутник)[52]

колишні
- український оркестр народної та популярної музики (керівник — заслужений працівник культури України, професор П. Андрійчук)[53] (існував щонайменше до 2018)[54],
- оркестр духових інструментів «Гармонія» (керівник — доцент В. Романовський)[55] (існував щонайменше до 2017)[56],
- Jazz-band КНУКіМ (керівник — президент союзу музикантів оркестру «Либідь», доцент Г. Постой)[57] (існував до 2018)[58],

## Відомі викладачі та випускники
- Михайло Поплавський — завідувач Кафедри PR і журналістики, доктор педагогічних наук, професор, повний кавалер ордена «За заслуги» (2000 р. — ІІІ ст., 2001 р. — II ст., 2007 р. — I ст.), лауреат національної премії «Людина року» (2008 р.), автор численних мистецьких проєктів, зокрема: Всеукраїнського дитячого телеконкурсу «Крок до зірок», музичного телемарафону «Пісня об'єднує нас», що увійшов до «Книги світових рекордів Гіннеса» як «Найтриваліший пісенний марафон у світі» (110 год. 15 сек.).
- Веніамін Сікора — доктор економічних наук (1986), професор (1988), академік-засновник АН вищої школи України (1992), член Королівського економічного товариства (Британія), автор понад 200 монографій; зокрема в 1989—1991 роках професор Сікора був ініціатором реформування та українізації процесу викладання в Київському державному інституті культури.
- Денис Бо́гуш — політтехнолог, експерт у сфері стратегічних комунікацій, спеціаліст з антикризових кампаній, віцепрезидент Української PR-Ліги, офіційний представник Міжнародної асоціації паблік рілейшнз (IPRA) в Україні, член Всесвітньої ради IPRA (2006—2008 рр.), президент PR-агенції Bohush Communications.
- Інна Костиря — завідувач Кафедри міжнародних відносин, доцент, доктор політичних наук, заслужений працівник культури України. Автор понад 50 статей та навчальних посібників.
- Роман Безсмертний — український політик, державний діяч, дипломат, один з авторів Конституції України, кандидат політичних наук.
- Валерій Ластовський — історик, археолог, правознавець, професор (2012), доктор історичних наук (2007).
- Григорій Решетнік — телеведучий, актор, режисер, диктор, шоу-мен і громадський діяч.
- Ігор Охріменко — заслужений діяч мистецтв України, головний хормейстер, диригент Академічного ансамблю пісні і танцю Державної прикордонної служби України, диригент.
- Володимир Кукоренчук — заслужений діяч мистецтв України, член спілки кінематографістів, кінооператор вищої категорії.
- Ніна Шаролапова — народна артистка України, працювала в Київському академічному театрі російської драми ім. Л. Українки.
- Роман Ширман — один з провідних українських кінорежисерів, заступник голови Національної спілки кінематографістів України.
- Володимир Хмельницький — заслужений діяч мистецтв, член національної спілки кінематографістів України.
- Микола Гончаренко — член Правління Національної спілки кінематографістів України (НСКУ), Національної спілки журналістів України (НСЖУ), кінооператор-постановник вищої категорії.
- Леонтій Барилюк — заслужений архітектор України, член-кореспондент академій архітектури та будівництва України.
- Олексій Овчаренко — член Національної спілки художників України, живописець, скульптор.
- Андрій Данилко — комедійний актор, співак, сценарист, телеведучий, композитор, член журі та наставник українського проєкту «X-Фактор».
- Ахтем Сеітаблаєв — актор та режисер, заслужений артист АР Крим, ведучий військово-патріотичного ток-шоу «Хоробрі серця» на телеканалі «1+1», директор державного підприємства «Кримський дім».
- Остап Ступка — український актор, народний артист України, лауреат Мистецької премії «Київ» імені Амвросія Бучми.
- Дмитро Ступка — український актор театру та кіно.
- Світлана Деркач — заслужений діяч мистецтв України, режисер-постановник естрадних заходів.
- Володимир Фішер — заслужений діяч мистецтв України, спеціаліст із режисури естради, майстерності актора та сценарної майстерності.
- Леся Малоока — кандидат історичних наук, доцент Кафедри шоу-бізнесу, провідний менеджер у сфері шоу-бізнесу.
- Леся Репецька (Тельнюк) — українська співачка, композитор, учасниця дуету «Сестри Тельнюк», народна артистка України (2019).
- Олена Хлистун — завідувачка та викладач Кафедри шоу-бізнесу, доцент, кандидат мистецтвознавства, режисер-постановник, режисер телеверсії. Заснувала студентський театр естради «Ювіляри», поставила 5 авторських вистав, 12 перемог на міжнародних фестивалях.
- Анатолій Матвійчук — кандидат історичних наук, народний артист України, поет, лауреат Національної премії ім. І. Франка, лауреат літературних премій ім. А. Малишка, Д. Луценка, О. Олеся. Доцент Кафедри шоу-бізнесу.
- Володимир Горянський — народний артист України, кіноактор, телеведучий, член Національної спілки театральних діячів України.
- Володимир Мойсеєнко — народний артист України, артист естради, лауреат всеукраїнських та міжнародних конкурсів, учасник комічного дуету «Кролики» з Володимиром Данильцем.
- Володимир Гданський — заслужений артист України, головний диригент Національного академічного драматичного театру імені Івана Франка.
- Богдан Бенюк — народний артист України, професор Кафедри театрального мистецтва.
- Володимир Абазопуло — народний артист України, доцент Кафедри театрального мистецтва.
- Григорій Чапкіс — народний артист України, член Національної спілки хореографів України, лауреат міжнародних конкурсів, володар Золотих медалей: «Золотий фонд нації», «Людина третього тисячоліття».
- Раду Поклітару — викладач, лауреат Національної премії України ім. Т. Г. Шевченка, народний артист Молдови, художній керівник театру «Київ модерн-балет».
- Андрій Будник — заслужений художник України,  викладач факультету дизайну і реклами, кандидат мистецтвознавства, лауреат премії імені  Георгія Нарбута, голова секції  плакату і графічного дизайну КОНСХУ.
- Віктор Вечерський — кандидат архітектури, мистецтвознавець, пам'яткознавець, заслужений працівник культури України, член-кореспондент Української академії архітектури, дійсний член ICOMOS, доцент КНУКіМ.
- Олена Гончарова — доктор культурології, професор. Автор понад 60 наукових праць.
- Олег Сербін — директор Наукової бібліотеки ім. М. Максимовича Київського національного університету імені Тараса Шевченка.
- Микола Ткач — автор численних наукових, науково-популярних та навчально-методичних праць, член національної спілки письменників з 1983 р., керівник Менського осередку Чернігівського земляцтва.
- Іван Сінельніков — заслужений працівник культури України, фольклорист-музикознавець, етноспівак. Автор і ведучий музичних програм Національної радіокомпанії України, член міжвідомчої консультативної ради з питань охорони та збереження нематеріальної культурної спадщини при Міністерстві культури України; художній керівник фольклорного ансамблю «Кралиця» КНУКіМ.
- Інеш Кдирова — заслужена артистка України, українська естрадна співачка.
- Наталія Кречко — заслужена артистка України, активний громадський діяч, художній керівник і головний диригент академічного хору «ANIMA» КНУКіМ.
- Віктор Скоромний — народний артист України, український практик-диригент.
- Микола Гобдич — заслужений діяч мистецтв України, лауреат Національної премії України ім. Т. Шевченка. Художній керівник, головний диригент Муніципального камерного хору «Київ».
- Володимир Єсипок — народний артист України, голова правління Національної спілки кобзарів України.
- Надія Брояко — заслужений діяч мистецтв України, громадський діяч, заступник голови Національної спілки кобзарів України.
- Тарас Яницький — заслужений артист України, бандурист-віртуоз, концертний виконавець, автор перекладів для бандури, наукових публікацій у фахових виданнях. Член Всеукраїнської музичної спілки, Всеукраїнської кобзарської спілки, Київського товариства «Лемківщина» імені Богдана-Ігоря Антонича.
- Віктор Давиденко — заслужений артист України, соліст-концертмейстер групи труб Національного заслуженого академічного симфонічного оркестру України.
- Петро Заболотний — заслужений артист України, концертмейстер групи кларнетів Національного заслуженого академічного симфонічного оркестру України.
- Максим Бережнюк — український музикант-віртуоз, виконавець на традиційних духових інструментах, вокаліст, співзасновник гуртів «The Doox», «Kyiv Ethno trio»[59][60], «BALAMUTY»[61] та «Veseli vujky»[62][63], учасник гурту стародавньої музики «Хорея Козацька».
- Ігор Закус — заслужений артист України, український джазовий музикант, засновник проєкту «Jazz-Коло» — концертів українських джазових виконавців.
- Петро Полтарєв — джазмен, музикознавець, джазовий критик, директор єдиної в Україні Школи джазового та естрадного мистецтв, член президії Всеукраїнської джазової асоціації.
- Володимир Турбовський — заслужений артист України, соліст оркестру Національної опери України.
- Георгій Черненко — заслужений артист України, артист вищої категорії Національного заслуженого академічного народного хору ім. Г. Верьовки.
- Поліна Павлюченко — українська співачка, народна артистка України, активний громадський діяч. У 1966—2000 рр. — солістка Національного Академічного заслуженого українського народного хору ім. Г. Верьовки.
- Світлана Добронравова — народна артистка України, солістка Львівського театру опери та балету (1982—1989), з 1989 р. — солістка Національної опери України.
- Наталія Цюпа — співачка (контральто), народна артистка України, 1966 — поч. 2000-х рр. — солістка Національного академічного заслуженого українського народного хору ім. Г. Верьовки.
- Ванда Дріневська — співачка.
- Грязнов Ілля Олексійович — відомий політичний діяч, ветеран україно-російської війни, консультант комітету Верховної Ради України з питань соціальної політики та захисту прав ветеранів.

## Контакти
м. Київ, вул. Коновальця, 36

## Скандали
Приватний вищий навчальний заклад «Київський університет культури» (КУК) тісно співпрацює із Київським національним університетом культури і мистецтв (КНУКіМ). Університети відомі спільною реалізацією освітніх програм та спільною організацією освітнього процесу. Університети провадять схожі напрями діяльності, зокрема у галузі культури і мистецтва, спільно проводять наукові, культурні, мистецькі та освітні заходи. У 2014 році така тісна співпраця піддавалась критиці, після чого у діяльності університетів спостерігається розмежування. До 2014 року схема працювала так: студентів-контрактників зараховували до приватного КУКу, де вони навчалися на базі державного КНУКіМ. Після третього курсу їх відраховували з КУКу і переводили на контракт до державного університету, де вони отримують відповідні дипломи. За даними реєстру фізичних та юридичних осіб, прямий засновник Приватного вищого навчального закладу «Київський університет культури» – компанія «Укрконцерт». Остання, в свою чергу, має двох засновників. Це – ректор державного Київського національного університету культури і мистецтв Михайло Поплавський, а також його син Олександр.
Але після того, як ліцензія КУКа була відновлена (після 2016 року) — навчання в КУК було традиційним (з 1 по 4 курс бакалаврат, а також магістратура та аспірантура) з видачею дипломів про вищу освіту від Київського університету культури.